# ウッドランズスタッド
ウッドランズスタッド（Woodlands Stud）は、オーストラリアニューサウスウェールズ州にある競走馬（サラブレッド）の生産及び種牡馬の繋養を行う牧場である。馬主として競走馬の所有もしている。
創設者はロバート・インガム、ジャック・インガム兄弟。
2008年春にダーレーグループによって5億豪ドル（約458億円）で買収されたためにダーレーグループ傘下の牧場となった。

## 主な生産馬
- Lonhro / ロンロ（G1競走11勝）

## 主な所有馬
- Octagonal / オクタゴナル（1995年 コックスプレートなどG1競走10勝）
- Sports / スポーツ（2001年 ライトニングステークス）
- Lonhro / ロンロ（G1競走11勝）
- Yell / エール（2003年 フューチュリティステークス、オーストラリアステークス）

## 主な繋養馬
種牡馬
- Grand Lodge / グランドロッジ（シャトル馬、2003年死亡）
- Octagonal / オクタゴナル
- Desert Prince / デザートプリンス
- Lonhro / ロンロ

繁殖牝馬
- Shadea（ロンロの母、死亡）